# Mala Pirešica
Mala Pirešica (Duits: Kleinpireschitz) is een plaats in Slovenië en maakt deel uit van de gemeente Žalec in de NUTS-3-regio Savinjska. De plaats telde 73 inwoners op 1 januari 2020.